# Pensylvánská němčina
Pensylvánská němčina (nesprávně také pensylvánská holandština) je varianta němčiny používaná v Severní Americe asi 200 000 lidmi. Je to jazyk potomků německy mluvících imigrantů, kteří přišli do Pensylvánie počátkem 18. století.
Mluví jím 150 000 – 250 000 lidí převážně v Pensylvánii, Ohiu, Indianě a v Ontariu. V současné době tvoří většinu mluvčích amišové nebo mennonité.
Nesprávné označení pensylvánská holandština vychází z anglického Pennsylvania Dutch, kde slovo Dutch původně do 16. století označovalo všechny západogermánské jazyky, v Evropě (dnes označuje nizozemštinu). Anglické „Dutch“ je příbuzné s německým „Deutsch“, nizozemským „Duits“ a pensylvánskoněmeckým „Deitsch“, což všechno znamená „německý“.

## Příklady

### Číslovky
| Pensylvánská němčina | Česky |
| eens                 | jedna |
| zwee                 | dva   |
| drei                 | tři   |
| vier                 | čtyři |
| fimf                 | pět   |
| sex                  | šest  |
| siwwe                | sedm  |
| acht                 | osm   |
| nein                 | devět |
| zehe                 | deset |